# Christopher Oualembo
Christopher Oualembo (Saint-Germain-en-Laye, 1987. január 31. –) francia születésű kongói DK válogatott labdarúgó.

## Külső hivatkozások
- Christopher Oualembo Transfermarkt